# Oroszországi Liberális Demokrata Párt
Az Oroszországi Liberális Demokrata Párt (oroszul: Либерально-демократическая партия России) parlamenti képviselettel rendelkező párt Oroszországban. Korábbi vezetője Vlagyimir Zsirinovszkij volt.